# Woodford, Greater Manchester
Woodford är en ort i distriktet Stockport, i grevskapet Greater Manchester, i England. Orten hade 2 243 invånare år 2021. Woodford var en civil parish fram till 1939 när blev den en del av Hazel Grove and Bramhall. Denna civil parish hade 801 invånare år 1891.